# Jobbágyi
Jobbágyi är en ort i Ungern.   Den ligger i provinsen Nógrád, i den centrala delen av landet, 60 km nordost om huvudstaden Budapest. Jobbágyi ligger 147 meter över havet och antalet invånare är 2 329.
Terrängen runt Jobbágyi är platt åt sydväst, men åt nordost är den kuperad. Runt Jobbágyi är det ganska tätbefolkat, med 80 invånare per kvadratkilometer. Närmaste större samhälle är Gyöngyös, 19,5 km öster om Jobbágyi. Trakten runt Jobbágyi består till största delen av jordbruksmark.